# Hà Huy Tập, Hà Tĩnh
Hà Huy Tập là một phường thuộc tỉnh Hà Tĩnh, Việt Nam. Phường được hình thành trên cơ sở sáp nhập các xã Tân Lâm Hương, xã Thạch Đài và phần còn lại của phường Đại Nài của thành phố Hà Tĩnh cũ trong đợt Sáp nhập tỉnh thành Việt Nam 2025.

## Hành chính và tên gọi
Phường Hà Huy Tập được thành lập theo Nghị quyết số 1665/NQ-UBTVQH15 của Ủy ban Thường vụ Quốc hội Việt Nam, ban hành ngày 16 tháng 6 năm 2025. Theo đó, sắp xếp toàn bộ diện tích tự nhiên, quy mô dân số của các xã Tân Lâm Hương, xã Thạch Đài và phần còn lại của phường Đại Nài của thành phố Hà Tĩnh cũ thành phường mới có tên phường Hà Huy Tập.
Phường Hà Huy Tập có diện tích 32,62 km2, quy mô dân số 28.742 người. Địa điểm đặt trụ sở đơn vị hành chính mới ở ủy ban nhân dân xã Thạch Đài cũ. Phía Bắc giáp xã Toàn Lưu và xã Thạch Hà, phía Đông giáp phường Thành Sen và xã Cẩm Bình, phía Tây và Tây Nam giáp xã Thạch Xuân, phía Nam giáp xã Cẩm Duệ.